# La Puebla de Alfindén
La Puebla de Alfindén és un municipi d'Aragó situat a la província de Saragossa i enquadrat a la comarca de Saragossa. El 2023 tenia 6.497 habitants.

## Agermanaments
- Le